# Friedrich Nestler (Bibliothekswissenschaftler)
Friedrich Nestler (* 20. Juli 1935 in Gornsdorf; † 19. Juni 2013) war ein deutscher Bibliothekswissenschaftler.

## Leben
Nestler studierte Germanistik und Bibliothekswissenschaft ab 1953, als der Studiengang Bibliothekswissenschaft an der Humboldt-Universität eingerichtet wurde und Horst Kunze dieses Fach und Joris Vorstius Bibliotheksgeschichte und Bibliographie lehrten. 1958 wurde Nestler Assistent am 1955 errichteten Institut für Bibliothekswissenschaft. Nach der Promotion zum Dr. phil. mit einer Arbeit über Friedrich Adolf Ebert (1791–1834)  am  21. Juli 1965 an der HU Berlin und der Promotion B zum Dr. sc. mit einer Arbeit zur  Theorie der Bibliographie ebenda 1977 erhielt er 1979 eine Dozentur. Im September 1990 wurde ein vakanter Lehrstuhl des Instituts durch seine Berufung zum Professor für Bibliothekswissenschaft besetzt. Er entwickelte die Anlage von Bibliographien weiter, seine Einführung wurde mehrfach überarbeitet und neu aufgelegt.

## Schriften (Auswahl)
- Friedrich Adolf Ebert und seine Stellung im nationalen Erbe der Bibliothekswissenschaft. Leipzig 1969, OCLC 802461636.
- mit Gertrud Pannier: Chronik und bibliographisches Verzeichnis der Veröffentlichungen, Dissertationen, Diplomarbeiten und Abschlussarbeiten 1980–1990. Herausgegeben aus Anlass des 35jährigen Bestehens des Instituts 1955–1990. Berlin 1991, OCLC 32086582.
- (mit Georg Schneider): Handbuch der Bibliographie. 6. Aufl. Hiersemann, Stuttgart 1999, ISBN 3-7772-9910-3.
- Einführung in die Bibliographie. Hiersemann, Stuttgart 2005, ISBN 3-7772-0509-5.